# Vertigo occulta
Vertigo occulta é uma espécie de gastrópode da família Vertiginidae.
É endémica dos Estados Unidos da América.